# Lucien Bonaparte Chase
Lucien Bonaparte Chase (* 5. Dezember 1817 in Derby, Vermont; † 4. Dezember 1864 ebenda) war ein US-amerikanischer Politiker. Zwischen 1845 und 1849 vertrat er den Bundesstaat Tennessee im US-Repräsentantenhaus.

## Werdegang
Um das Jahr 1838 kam Lucien Chase nach Dover in Tennessee, wo er als Lehrer unterrichtete. Nach einem Jurastudium und seiner Zulassung als Rechtsanwalt begann er in Charlotte in diesem Beruf zu arbeiten. Später verlegte er seinen Wohnsitz und seine Anwaltskanzlei nach Clarksville. Gleichzeitig schlug er als Mitglied der Demokratischen Partei eine politische Laufbahn ein.
Bei den Kongresswahlen des Jahres 1844 wurde Chase im neunten Wahlbezirk von Tennessee in das US-Repräsentantenhaus in Washington, D.C. gewählt, wo er am 4. März 1845 die Nachfolge von Cave Johnson antrat. Nach einer Wiederwahl konnte er bis zum 3. März 1849 zwei Legislaturperioden im Kongress absolvieren. Diese waren von den Ereignissen des Mexikanisch-Amerikanischen Krieges geprägt. 1848 verzichtete Chase auf eine erneute Kandidatur. Nach seinem Ausscheiden aus dem Kongress zog er nach New York City, wo er als Anwalt praktizierte. Er starb am 4. Dezember 1864 in seinem Geburtsort Derby.